# マティアス・ヨルゲンセン
マティアス・ヨルゲンセン（Mathias Jattah-Njie Jørgensen, 1990年4月23日 - ）は、デンマークの首都コペンハーゲン出身のサッカー選手。元デンマーク代表。ロサンゼルス・ギャラクシー所属。ポジションはDF。ガンビアにルーツを持つ。

## 来歴
2007年、16歳にしてBoldklubben af 1893からデビューした。2007年6月26日、3年契約でFCコペンハーゲンに移籍した。7月21日のリザーブチームの試合で左膝靭帯を痛めたが、9月9日に復帰した。9月26日、カップ戦のFC Fredericia戦で試合終了間際にオスカル・ベントとの交代でトップチームデビューした。2008-09シーズンはデンマーク・スーペルリーガとデンマーク･カップの2冠を達成した。3日後にはヒャルテ・ノッレゴーアとの途中交代でリーグ戦デビューした。
デビューして8日後にはUEFAカップ1回戦のRCランス戦セカンドレグに出場した。マルクス・アルベックに代わってピッチに立つと、センターバックのポジションでブレデ・ハンゲランとコンビを組んだ。ヴェルダー・ブレーメン、TSGホッフェンハイム、バイエル・レヴァークーゼン、ボルシア・ドルトムント、1.FCケルン、ハンブルガーSV、リヴァプールFCが興味を持っていると報じられた。
2011-12シーズンより、キャプテンに就任したものの、2011年9月、膝靭帯を負傷して長期離脱した。
2012年2月22日、PSVアイントホーフェンへの移籍が内定。
2014年7月7日、古巣のFCコペンハーゲンに復帰した。
2017年7月7日、ハダースフィールド・タウンFCと2020年までの3年契約を結んだ。
2019年8月10日、フェネルバフチェSKと3年契約（1年延長オプション）を締結した。
2020年1月31日、フォルトゥナ・デュッセルドルフへシーズン終了までのレンタル移籍。
2021年9月9日、ブレントフォードFCと1年契約を結んだ。
2024年8月15日、RSCアンデルレヒトに1年契約で移籍した。
2025年1月15日、ロサンゼルス・ギャラクシーに2年契約で移籍した。

## 人物
- 愛称の「ザンカ」は、映画『クール・ランニング』の登場人物に由来している。

## 代表歴

### 出場大会
- デンマーク代表
  - 2018 FIFAワールドカップ
  - UEFA EURO 2024

### 試合数
- 国際Aマッチ 37試合 2得点（2008年-）[12]

| デンマーク代表 | 国際Aマッチ | 国際Aマッチ |
| 年             | 出場        | 得点        |
| -------------- | ----------- | ----------- |
| 2008           | 1           | 0           |
| 2009           | 0           | 0           |
| 2010           | 2           | 0           |
| 2011           | 3           | 0           |
| 2012           | 0           | 0           |
| 2013           | 0           | 0           |
| 2014           | 0           | 0           |
| 2015           | 0           | 0           |
| 2016           | 3           | 0           |
| 2017           | 2           | 0           |
| 2018           | 9           | 1           |
| 2019           | 8           | 1           |
| 2020           | 6           | 0           |
| 2021           | 1           | 0           |
| 2022           | 0           | 0           |
| 2023           | 1           | 0           |
| 2024           | 1           | 0           |
| 通算           | 37          | 2           |

## タイトル
- FCコペンハーゲン
  - デンマーク・スーペルリーガ 2008-09, 2009–10, 2010-11
  - デンマーク・カップ 2008-09, 2011–12